# Richard Bellings (cortesão)

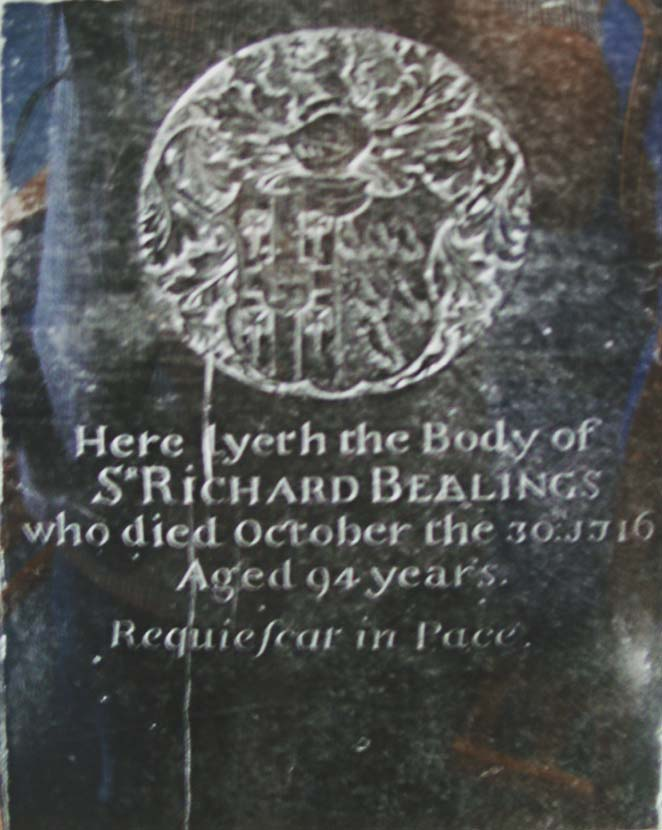
Lápide de Richard Bellings em St Columb Major

Sir Richard Bellings (às vezes soletrado Bealings) (1622 - 30 de outubro de 1716) foi um cortesão irlandês que serviu como secretário do Cavaleiro de Catarina de Bragança. Ele foi um dos vários católicos irlandeses que receberam cargos na Inglaterra após a Restauração.
Em 1662, Carlos II enviou Sir Richard Bellings a Roma para organizar os termos da conversão da Inglaterra ao Catolicismo.
Em 1º de junho de 1670, ele foi um dos signatários do Tratado Secreto de Dover para a Inglaterra. Outros que o assinaram foram Henry Bennet, 1º Conde de Arlington, Sir Thomas Clifford, Henry Arundell, 3º Barão Arundell de Wardour e Jean-Baptiste Colbert da França. Esse tratado secreto comprometeu Carlos II a se declarar católico romano, pelo que Luís XIV deveria pagar-lhe dois milhões de francos e, no caso de distúrbios previstos na Inglaterra, fornecer apoio militar.
Foi a assinatura desse tratado que efetivamente criou uma aliança com a Inglaterra e a França e contra a Holanda, em março de 1672. Esta foi a segunda guerra holandesa do reinado de Carlos II.

## Família

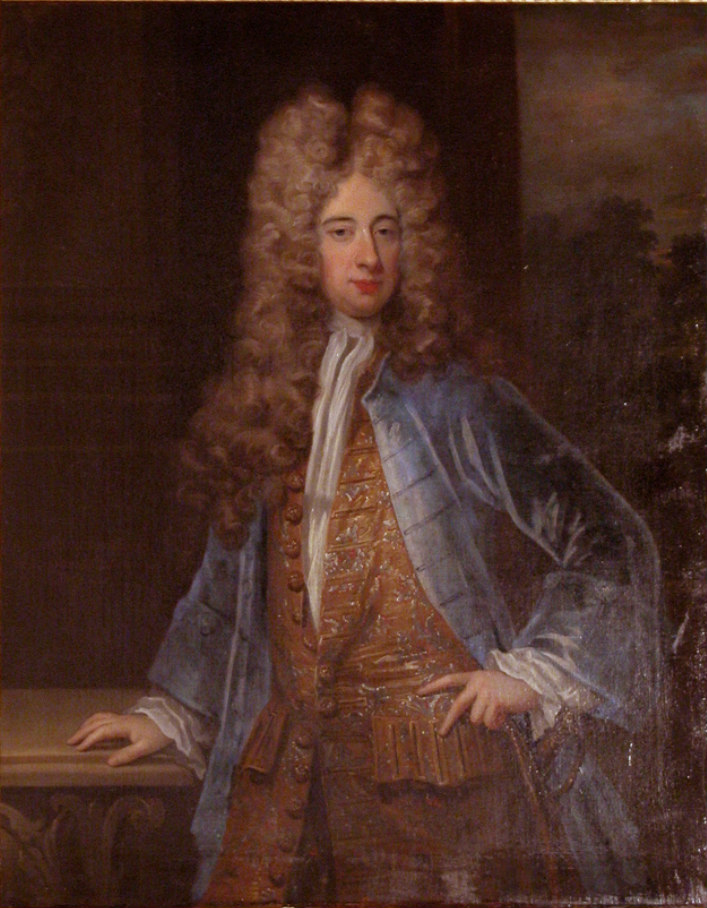
Richard Bellings-Arundell (morto em 1725), filho de Richard e Francis

O pai de Bellings foi Richard Bellings (1613–1677) foi um advogado e figura política na Irlanda do século 17, enquanto sua mãe era Margaret Butler, filha de Richard Butler, 3º Visconde Mountgaret.
Casou-se em 1671 com Francis Arundell, filha de Sir John Arundell de Lanherne e uma dama da Rainha Catarina. Seu filho Richard adotou o sobrenome Bellings-Arundell, de acordo com o testamento de seu avô.

### Crianças
- Richard Bellings-Arundell casou-se com Anne Gage, dau. de Joseph Gage do castelo Sherborne
- Helen, casada com Sir John Hales, 4th Baronete[4]

Bellings foi enterrado em St Columb Major, na Cornualha. O brasão exibido em sua lápide é descrito como "Uma cruz pattée fitchée (Bealing) em um escudo de fingimento (Arundell); empalando Arundell. Brasão: Sobre o capacete de escudeiro, em uma coroa de flores um semi-leão rampante, segurando entre as patas uma cruz pattée fitchée."